# Fengning

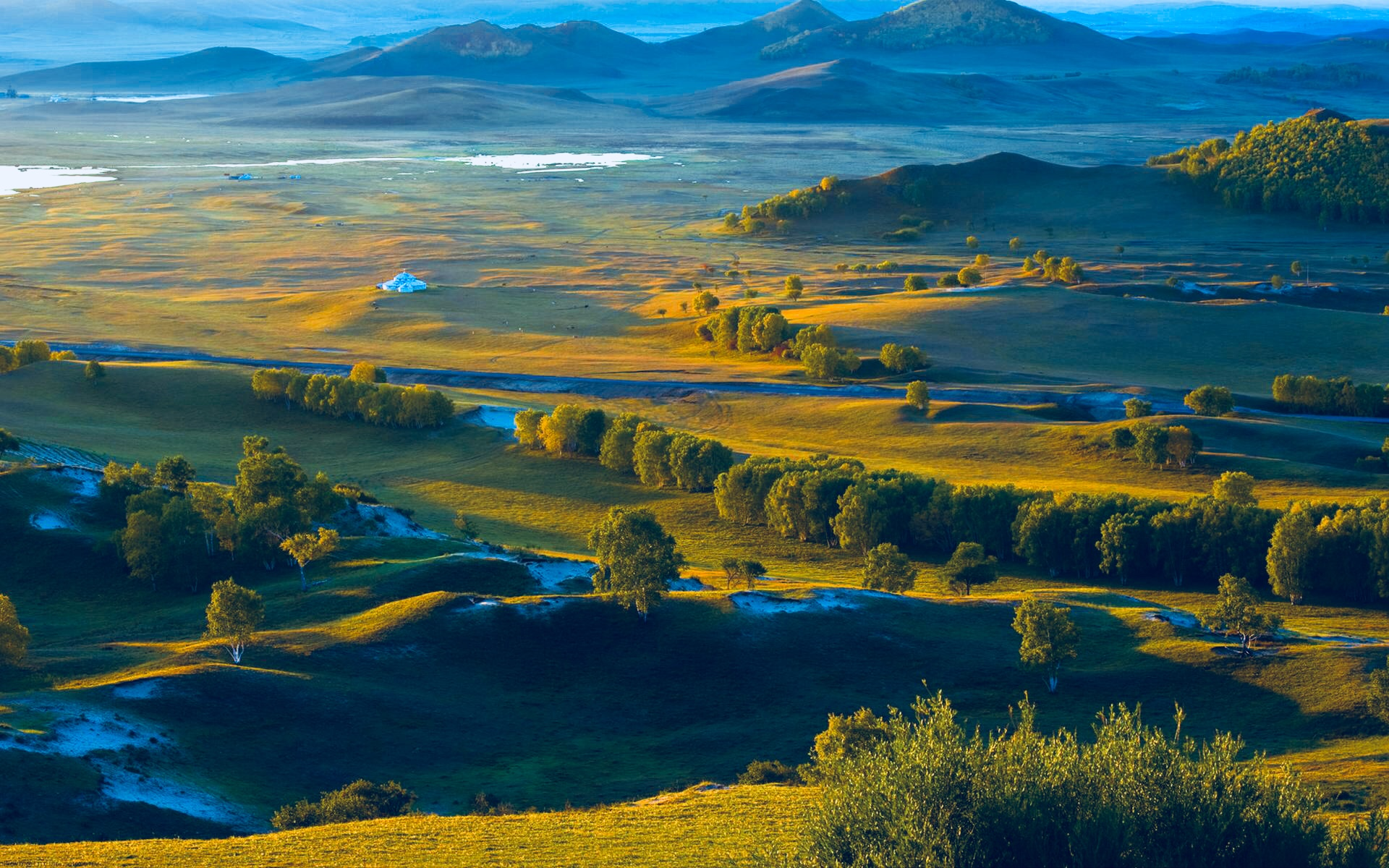
Fengning, China

Fengning (chinesisch 丰宁满族自治县, Pinyin Fēngníng Mǎnzú Zìzhìxiàn; kurz: Kreis Fengning 丰宁县,  Fēngníng Xiàn, mandschurisch ᡶᡝᠩᠨᡳᠩ
ᠮᠠᠨᠵᡠ
ᠪᡝᠶᡝ
ᡩᠠᠰᠠᠩᡤᠠ
ᠰᡳᠶᠠᠨ Fengning Manju Beye Dasangga Siyan) ist ein chinesischer autonomer Kreis der Mandschu in der Provinz Hebei. Er liegt im Nordwesten des Verwaltungsgebiets der bezirksfreien Stadt Chengde. Fengning hat eine Fläche von 8.731 km² und zählt 357.029 Einwohner (Stand: Zensus 2010). Sein Hauptort ist die Großgemeinde Dage (大阁镇).

## Administrative Gliederung
Auf Gemeindeebene setzt sich der Kreis aus neun Großgemeinden und 17 Gemeinden (davon eine der Mongolen) zusammen. 